# تلیله حنایی
تلیله حنایی (نام علمی: Calidris canutus) نام یک گونه از سرده تلیله است.